# Condylostylus productipes
Condylostylus productipes är en tvåvingeart som beskrevs av Octave Parent 1934. Condylostylus productipes ingår i släktet Condylostylus och familjen styltflugor.
Artens utbredningsområde är Colombia. Inga underarter finns listade i Catalogue of Life.